# Jan Pesman
Jan Pesman (n. 4 mai 1931, Holwierde⁠(d), Groningen, Țările de Jos – d. 23 ianuarie 2014, Delfzijl, Groningen, Țările de Jos) a fost un patinator de viteză ce a reprezentat Regatul Țărilor de Jos, medaliat olimpic. A participat la o ediție a Jocurilor Olimpice (1960) în care a câștigat o medalie de bronz.

## Participări
Lista de mai jos prezintă principalele competiții la care a participat Jan Pesman de-a lungul carierei.
- speed skating at the 1960 Winter Olympics – men's 5000 metres[*]